# WakeMed Soccer Park
Der WakeMed Soccer Park ist ein Fußball-Sportpark in der US-amerikanischen Stadt Cary bei Raleigh im Bundesstaat North Carolina.

## Geschichte
Gebaut wurde die Anlage 2001 unter dem Namen State Capital Soccer Park. Das Stadion hatte eine Kapazität von 7130 Zuschauern.
Die 607.035 m2 (250 Acre) große Anlage besteht aus dem Hauptstadion, zwei Trainingsplätzen (Platz 2 mit 1000 Plätzen und Platz 3) mit Flutlichtanlage und vier weiteren Fußballfeldern sowie sechs Gebäuden mit u. a. Umkleidekabinen, Schlaf- und Wohnräumen. Des Weiteren stehen 2500 Parkplätze bereit. Das große Stadion verfügt über 10.000 Sitzplätze. Das Hauptstadion und die beiden Plätze mit Flutlicht entsprechen mit den Maßen 110 × 69 Meter und der Beleuchtung den FIFA-Vorschriften.
Die Stadt Cary und WakeMed Health and Hospitals vereinbarten am 27. September 2007 einen neuen Namenssponsor für den Sportpark. Seit dem 1. Januar 2008 trägt die Anlage offiziell den Namen WakeMed Soccer Park.
Das Stadion diente 2002 bis 2003 als Heimat der Carolina Courage aus der Frauenfußball-Profiliga WUSA. Nach einem Jahr auf dem Fetzer Field der University of North Carolina at Chapel Hill zog die Mannschaft 2002 in die neue Anlage mit dem Sponsorennamen SAS Soccer Park ein. Carolina Courage, für die u. a. auch die ehemalige, deutsche Nationalspielerin Birgit Prinz antrat, musste nach dem Ende der WUSA den Spielbetrieb 2003 einstellen. Ebenfalls 2002 kamen die NCAA-Männer- und die Frauen-College-Soccermannschaften der North Carolina State University namens Wolfpack hinzu. Auch von Beginn an waren die Cary Clarets aus der USL Premier Development League (USL PDL) im Park beheimatet. Die Clarets zogen 2008, ein Jahr vor ihrer Auflösung in den Middle Creek Park von Cary um.
Seit dem Jahr 2007 sind die Carolina RailHawks (heute: North Carolina FC) der D2 Pro League einer der Nutzer des Hauptstadions. Mittlerweile spielt der North Carolina FC in der United Soccer League.
2011 bis 2012 wurde die Kapazität von 7130 Zuschauerplätzen auf 10.000 erweitert. Außerdem wurde ein neues, dreistöckiges Gebäude auf der Ostseite mit Team-Einrichtungen, Konzessionen, Toiletten und Mehrzweckraum errichtet. Das Projekt kostete 6,5 Mio. US-Dollar.
Seit 2017 trägt das Franchise North Carolina Courage aus der National Women’s Soccer League seine Heimspiele im WakeMed Soccer Park aus. Am 31. März 2017 wurde bekannt gegeben, dass sich Sahlen’s, ein US-amerikanischer Fleischproduzent, die Sponsorenrechte für das Hauptstadion über eine Laufzeit von fünf Jahren gesichert hatte. Dieses trug bis 2021 den Namen Sahlen’s Stadium at WakeMed Soccer Park. Im Dezember 2024 wurde mit der First Horizon Bank ein neuer Sponsor gefunden. Mit dem Vertrag trägt die Arena mit 10.000 Plätzen den Namen First Horizon Stadium at WakeMed Soccer Park.

## Veranstaltungen
Zwei Mal war die Nationalmannschaft zu Trainingscamps vor Weltmeisterschaften anwesend. Es wurden mehrere Fußball-Länderspiel im Hauptstadion ausgetragen. Daneben wird die Anlage häufig für Endspiele der College-Fußball-Ligen genutzt.
- 2002: Trainingscamp der Fußballnationalmannschaft der USA für die Weltmeisterschaft 2002
- 2003: WUSA All-Star Game
- 2003: NCAA Women’s College Cup
- 2003: ACC Soccer Championships
- 2004: ACC Soccer Championships
- 2004: NCAA Women’s College Cup
- 2005: ACC Soccer Championships
- 2005: NCAA Men’s College Cup
- 2006: Länderspiel der Männer – USA gegen Jamaika
- 2006: Trainingscamp der Fußballnationalmannschaft der USA für die Weltmeisterschaft 2006
- 2006: USL First Division All-Star Game gegen Sheffield Wednesday
- 2006: Länderspiel der Frauen – USA gegen Kanada
- 2006: ACC Women’s Soccer Championships
- 2006: NCAA Women’s College Cup
- 2007: Länderspiel der Männer – El Salvador gegen Honduras
- 2007: ACC Men’s Soccer Championships
- 2007: NCAA Men’s College Cup
- 2008: NCAA Women’s College Cup
- 2009: NCAA Men’s College Cup
- 2009: Länderspiel der Männer – Panama gegen Honduras
- 2010: ACC Women’s Soccer Championships
- 2010: ACC Men’s Soccer Championships
- 2010: NCAA Women’s College Cup
- 2011: Länderspiel der Frauen – USA gegen Japan
- 2011: Trainingscamp der Männer-Fußballnationalmannschaft der USA
- 2013: NCAA Women’s College Cup
- 2014: Länderspiel der Frauen – USA gegen Schweiz
- 2014: NCAA Men’s College Cup
- 2017: Länderspiel der Frauen – USA gegen Südkorea
- 2018: Länderspiel der Männer – USA gegen Paraguay
- 2018: CONCACAF Women’s Championship – Gruppe A
- 2018: NCAA Women’s College Cup
- 2019: Women’s International Champions Cup
- 2019: NWSL Championship